# Subgrupo de torção
Na teoria de grupos abelianos, o subgrupo de torção AT de um grupo abeliano A é o subgrupo de A consistindo de todos os elementos que tem ordem finita. Um grupo abeliano A é chamado de um grupo de torção (ou periódico) se cada elemento de A tem ordem finita e é chamado livre de torção se cada elemento de A exceto a identidade é de ordem infinita.